# Synthèse convergente
En chimie, le terme synthèse convergente se réfère à une méthode de synthèse chimique permettant d'effectuer une réaction multi-étapes de la manière la plus efficace possible. Le concept est généralement utilisé dans le cadre de la synthèse organique et est appliqué à la préparation de dendrimères et de protéines et la synthèse totale de composés organiques.

## Synthèse linéaire versus synthèse convergente
Une synthèse linéaire peut être simplement présenté par le schéma suivant :
{\displaystyle \mathrm {A\ \longrightarrow \ B\ \longrightarrow \ C\ \longrightarrow \ D\ \longrightarrow \ E} }
La synthèse commence par un précurseur A et se poursuit par une série d'étapes consécutives avec un certain nombre d'intermédiaires réactionnels (B, C et D) jusqu'à donner le produit de réaction E. Si l'on suppose que le rendement de chaque étape de réaction est de 50%, alors le rendement total de cette synthèse n'est que de 6,25%. Une synthèse convergente peut remédier à ce problème. Cette synthèse peut être représentée par le schéma suivant :
{\displaystyle \left.{\begin{matrix}\mathrm {A\ \longrightarrow \ B} \ \\\mathrm {C\ \longrightarrow \ D} \ \end{matrix}}\right\}\ \mathrm {B\ +\ D\ \longrightarrow \ E} }
Lorsque le rendement est de 50% pour chaque étape de la réaction, le rendement total sera de 25%. C'est beaucoup plus élevé que pour la synthèse linéaire. 
Les blocs de construction (B et D ci-dessus) sont formés par des réactions séparées et ne sont  assemblés qu'à la fin pour former le produit final. Dans une synthèse linéaire, ce n'est pas le cas : si la dernière réaction (de D à E) échoue, la synthèse complète doit être recommencée.